# Couepia carautae
Couepia carautae, também conhecido como milho-torrado, é uma espécie de planta do gênero Couepia e da família Chrysobalanaceae.

## Taxonomia
A espécie foi descrita em 1989 por Ghillean Prance.

## Forma de vida
É uma espécie terrícola e arbórea.

## Descrição
| Folha                  | Folha         |
| ---------------------- | ------------- |
| formato                | oblonga       |
| pilosidade             | glabro        |
| Inflorescência         |               |
| tipo                   | racemo        |
| Flor                   |               |
| formato do receptáculo | subcilíndrica |
| número de estames      | 25 - 45       |
| filete fusão           | livre         |
| Fruto                  |               |
| epicarpo               | desconhecido  |

## Conservação
A espécie faz parte da Lista Vermelha das espécies ameaçadas do estado do Espírito Santo, no sudeste do Brasil. A lista foi publicada em 13 de junho de 2005 por intermédio do decreto estadual nº 1.499-R.

## Distribuição
A espécie é encontrada no estado brasileiro de Espírito Santo.
Em termos ecológicos, é encontrada no domínio fitogeográfico de Mata Atlântica, em regiões com vegetação de floresta ombrófila pluvial.